# De rika skördar, som förgyllde
De rika skördar, som förgyllde är en psalm av Erik Natanael Söderberg.
Melodin är en tonsättning från Hamburg 1690 (Bess-dur, 4/4 eller 2/2) och enligt Koralbok för Nya psalmer, 1921 är det samma melodi som används till ett flertal psalmer: Hör, Gud ännu sin nåd dig bjuder, Ett vänligt ord kan göra under, Jag nu den säkra grunden vunnit, Är än min röst som änglars tunga. Psalmen togs sedan inte med i 1937 års utgåva av svenska psalmboken.

## Publicerad som
- Nr 637 i Nya psalmer 1921, tillägget till 1819 års psalmbok under rubriken "Det Kristliga Troslivet: Troslivet i hem och samhälle: Jordens fruktbarhet: Vid skördefest".